# Qutebrowser
Qutebrowser è un browser web per GNU/Linux, Windows e MacOS, con scorciatoie da tastiera in stile Vim e un'interfaccia minimale. È utilizzabile tramite la tastiera ed è ispirato a estensioni e programmi come Vimperator e dwb.
Utilizza DuckDuckGo come motore di ricerca predefinito. Qutebrowser è incluso nei repository di distribuzioni GNU/Linux come Fedora e Arch Linux.
Qutebrowser è sviluppato da Florian Bruhin, per il quale ha ricevuto il premio CH Open Source award nel 2016.